# Dasypoda pyrotrichia
Dasypoda pyrotrichia är en biart som beskrevs av Förster 1855. Dasypoda pyrotrichia ingår i släktet byxbin, och familjen sommarbin. Inga underarter finns listade i Catalogue of Life.